# Enfermedad de Andrade
La enfermedad de Andrade, también llamada polineuropatía amiloidótica familiar o ATTR, es una enfermedad rara de causa genética y herencia autosómica dominante. Se clasifica dentro de las amiloidosis. Los síntomas se inician generalmente entre los 30 y 40 años. Se manifiesta por afectación de los nervios periféricos, tanto los sensitivos como los motores y autonómicos, lo que puede provocar invalidez y graves complicaciones. La causa del mal es una mutación que afecta al gen de la transtirretina (TTR) y ocasiona la producción de proteínas inestables que se acumulan en forma de fibrillas amiloides en diferentes órganos y tejidos, especialmente en los nervios periféricos.

## Historia
La primera descripción fue realizada en 1952 por el médico portugués Mário Corino da Costa de Andrade.

## Herencia

La Enfermedad de Andrade se transmite con un patrón autosómico dominante

El mal es hereditario según un patrón autosómico dominante, lo que significa que el hijo de un paciente afectado tiene un 50 % de probabilidades de presentar la enfermedad a lo largo de su vida.

## Epidemiología
Se calcula que existen alrededor de 10 000 personas afectadas en todo el mundo. La enfermedad es de origen genético y se presenta en determinados focos situados en Portugal, sobre todo en las ciudades de Póvoa de Varzim y Vila do Conde, Suecia y Japón. En España existen casos diseminados en todo el país, con dos focos principales ubicados en Palma de Mallorca y la localidad de Valverde del Camino en la provincia de Huelva.

## Síntomas
Los síntomas iniciales son sensación de hormigueo en las extremidades, pérdida de fuerza y disminución de la sensibilidad. Generalmente las primeras manifestaciones afectan a las extremidades inferiores y posteriormente se extienden al tronco, las extremidades superiores y la cabeza. Suelen asociarse problemas digestivos, entre ellos diarrea y estreñimiento, trastornos del ritmo cardíaco, manifestaciones genitourinarias como la disfunción eréctil y trastornos oculares, entre ellos la aparición de glaucoma que provoca disminución de la agudeza visual.

## Tratamiento
El trasplante de hígado mejora el curso de la afección. Existe un medicamento llamado tafamidis que retrasa la evolución de la enfermedad en dos tercios de los tratados.
En agosto de 2021, seis pacientes con amiloidosis ATTR hereditaria con polineuropatía recibieron dosis de NTLA-2001, basadas en un sistema de edición de genes. Los investigadores informaron eventos adversos leves y disminuciones en las concentraciones de la proteína transtiretina mal plegada en suero a través de la desactivación dirigida.